# Take 6

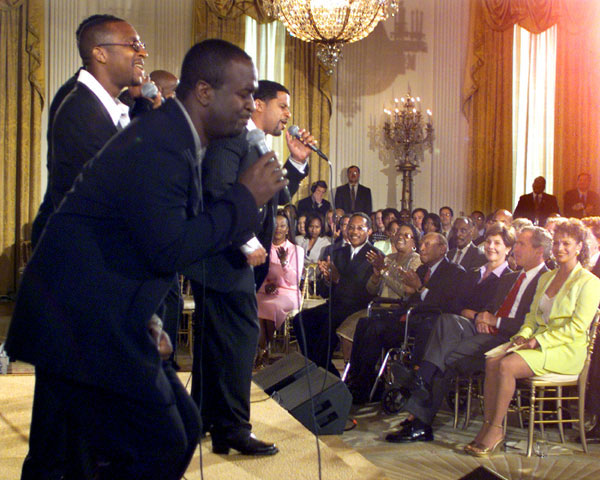
Take 6 bei einem Auftritt vor dem 43. Präsidenten der Vereinigten Staaten George W. Bush und der First Lady Laura Bush im Weißen Haus am 30. Juni 2001

Take 6 ist eine Pop-, Jazz-, Soul-A-cappella-Gruppe aus den USA. Sie wurden mit 8 Grammy Awards in den Gebieten Soul-Gospel und Jazz ausgezeichnet.

## Gruppenmitglieder
- Claude McKnight III (1. Tenor), seit 1985
- Mark Kibble (1. Tenor), seit 1985
- Joey Kibble (2. Tenor), seit 1991
- David Thomas (2. Tenor), seit 1985
- Alvin Chea (Bass), seit 1985
- Khristian Dentley (Bariton), seit 2011
- Mervyn Warren (Tenor), 1985 bis 1991
- Cedric Dent (Bariton), 1985 bis 2011

## Geschichte
1980 wurde die Gruppe von Claude McKnight, dem älteren Bruder von Brian McKnight, als Gentlemen’s Estate Quartet am Oakwood College (einer adventistischen Schule in Huntsville, Alabama) gegründet. Sie trug hauptsächlich Barbershop-Gesang vor. Einige Monate später hörte Mark Kibble die Gruppe in einer Männertoilette des Colleges singen und stimmte spontan ein. Die Gruppe übte dort wegen der günstigen Akustik (Quelle: www.shmf.de). Kibble, der Claude McKnight schon seit seiner Kindheit in Buffalo, New York, kannte, wurde daraufhin neues Bandmitglied. Die Gruppe erweiterte sich weiter, als Mervyn Warren als sechstes Mitglied hinzukam. Der Gruppenname änderte sich über Sounds of Distinction und Alliance schließlich zu Take 6. Zuvor hatte sich jedes Mal herausgestellt, dass eine andere Gruppe schon denselben Namen benutzte. Später kamen Cedric Dent, Alvyn Chea und David Thomas hinzu.
Einem breiteren Publikum wurden sie bekannt, als der bekannte Produzent Quincy Jones sie 1989 für seine CD Back on the Block unter seine Fittiche nahm, indem sie mit Al Jarreau, Ella Fitzgerald, Bobby McFerrin ein Stück a cappella sangen (Wee B. Dooinit) und ein Instrumentalstück des brasilianischen Sängers und Komponisten Ivan Lins (Septembro – Brazilian Wedding Song) mit ihrem harmonischen Gesang untermalten.
1991 verließ Mervyn Warren die Band und wurde durch Mark Kibbles jüngeren Bruder Joey Kibble ersetzt.

## Schaffen
Die Mitglieder von Take 6 produzieren und arrangieren den Großteil ihrer Stücke und CDs selbst.
Sie gehören alle der protestantischen Freikirche der Siebenten-Tags-Adventisten an. Mit ihren Songs wollen sie vor allem andere Menschen ermutigen. Ihre Musik ist stets positiv und vielseitig und reicht von Gospel und Jazz über Pop bis in den Soulbereich hinein.
Charakteristisch für Take 6 sind stimmliche Prägnanz und Klarheit, häufige virtuose Melismen und eine selbst für professionelle Gesangsgruppen außergewöhnlich saubere Intonation sowie eine erstaunliche Homogenität des Gruppenklangs. Diese von den Aufnahmen bekannte Merkmale können Take 6 mit scheinbar spielerischer Leichtigkeit live im Konzert reproduzieren.
Obwohl sie meistens a cappella zu hören sind, spielen sie alle ein Musikinstrument und begleiten sich on Stage teils musikalisch selbst: Mark Kibble (Keyboard), David Thomas (Bassgitarre), Joey Kibble (Keyboard, Gitarre), Alvin Chea (Keyboard), Cedric Dent (Klavier, Keyboard).

## Auszeichnungen
In den 20 Jahren von 1989 bis 2009 wurden Take 6 insgesamt 19 Mal für einen Grammy Award, den wichtigsten amerikanischen Musikpreis, nominiert, vorwiegend in den Bereichen Gospel und Jazz. Folgende 8 Auszeichnungen konnten sie gewinnen:
- 1988: Beste Jazz Vocal Performance einer Gruppe (Take 6 – Spread Love)
- 1988: Beste Soul Gospel Performance einer Gruppe (Take 6)
- 1989: Beste Gospel Vocal Performance einer Gruppe (Take 6 – The Savior Is Waiting)
- 1990: Bestes Contemporary Soul Gospel Album (Take 6 – So Much 2 Say)
- 1991: Beste Jazz Vocal Performance (He Is Christmas)
- 1994: Bestes Contemporary Soul Gospel Album (Join the Band)
- 1997: Bestes Contemporary Soul Gospel Album (Brothers)
- 2002: Beste R&B Performance einer Gruppe (Love’s in Need of Love Today, mit Stevie Wonder)

## Diskografie
| Jahr | Titel           | Höchstplatzierung, Gesamtwochen, AuszeichnungChartsChartplatzierungen (Jahr, Titel, Platzierungen, Wochen, Auszeichnungen, Anmerkungen) | Anmerkungen |
| Jahr | Titel           | US | Anmerkungen |
| ---- | --------------- | --- | ----------- |
| 1988 | Take 6          | US71 Platin · (19 Wo.)US |             |
| 1990 | So Much 2 Say   | US72 (18 Wo.)US |             |
| 1991 | He Is Christmas | US100 (6 Wo.)US |             |
| 1994 | Join the Band   | US86 Gold · (13 Wo.)US |             |

Weitere Alben
- 1996: Brothers
- 1998: So Cool
- 1999: We Wish You a Merry Christmas
- 2000: Greatest Hits
- 2000: Live
- 2002: Beautiful World
- 2006: Feels Good
- 2008: The Standard
- 2012: One
- 2016: Believe